# Peter Zeman
Peter Zeman (10. ledna 1942 – 16. července 2020) byl slovenský novinář, počátkem 90. let 20. století ředitel Slovenské televize, bývalý československý politik Veřejnosti proti násilí a poslanec Sněmovny lidu Federálního shromáždění po sametové revoluci.

## Biografie
Působil jako novinář v listu Večerník, byl šéfredaktorem týdeníku Život. Po invazi vojsk Varšavské smlouvy do Československa ho Ústřední výbor Komunistické strany Československa zařadil na seznam „představitelů a exponentů pravice“. V té době je uváděn jako pracovník Slovenské národní rady v Bratislavě.
K roku 1990 je profesně uváděn jako předseda Syndikátu slovenských novinářů.
V lednu 1990 zasedl v rámci procesu kooptací do Federálního shromáždění po sametové revoluci do Sněmovny lidu (volební obvod č. 141 - Stupava, Západoslovenský kraj) jako bezpartijní poslanec (respektive poslanec za hnutí Veřejnost proti násilí). Ve Federálním shromáždění setrval do konce funkčního období, tedy do voleb roku 1990.
V období září 1990 – květen 1991 zastával post ředitele Slovenské televize, na který ho nominovala VPN, KDH a DS. Rezignoval po devíti měsících ve funkci v době, kdy se přijímal nový zákon o veřejnoprávní STV. Později byl v letech 1991–1992 ředitelem tiskového a informačního odboru na slovenském ministerstvu mezinárodních vztahů za ministra Pavla Demeše. V dubnu 1996 se stal kancléřem Syndikátu slovenských novinářů.